# Шенанго (округ)
Округ Шенанго (англ. Chenango County) — округ штата Нью-Йорк, США. Население округа на 2000 год составляло 51 398 человек. Административный центр округа — город Норуич.

## История
Округ Шенанго основан в 1798 году; назван в честь слова индейского племени онондага, означающее «большой бычий чертополох». Источник образования округа Шенанго: округа Тайога и Херкимер.

## География
Округ занимает площадь 2328 км2.

## Демография
Согласно переписи населения 2000 года, в округе Шенанго проживало 51 398 человек. По оценке Бюро переписи населения США, к 2009 году население уменьшилось на 1,5%, до 50 620 человек. Плотность населения составляла 21,7 человек на квадратный километр.